# Soldanella rhodopaea
Soldanella rhodopaea är en viveväxtart som beskrevs av F.K. Meyer. Soldanella rhodopaea ingår i släktet alpklockor, och familjen viveväxter. Inga underarter finns listade i Catalogue of Life.